# Petitionsausschuss
Ein Petitionsausschuss ist ein parlamentarischer Ausschuss oder ein Ausschuss in kommunalen Vertretungskörperschaften, etwa des Bundestags, des Landtags oder des Gemeinderates, der sich mit Eingaben von Bürgern befasst, die sich von einer Behörde oder einem staatlichen Organ ungerecht behandelt fühlen. Auch Bürger, die Anregungen zur Änderungen bestehender Gesetze haben, können sich mit Petitionen an den Petitionsausschuss des zuständigen Gesetzgebers wenden. Der Petitionsausschuss bildet daher eine wichtige Schnittstelle zwischen den gewählten Repräsentanten und der Bevölkerung.
Es ist nicht zwingend notwendig, dass ein Parlament für die Bearbeitung von Petitionen einen Petitionsausschuss einrichtet. Der Hessische Landtag hat Petitionen bis 1971 allein in Fachausschüssen bearbeitet. Der Petitionsausschuss des bayerischen Landtags bearbeitet nur den Teil der Petitionen, die nicht besser im Fachausschuss behandelt werden.
Der Petitionsausschuss behandelt nicht alle Petitionen. Typischerweise erfolgt vorab eine Vorbearbeitung bei der unzulässige oder nicht den Formvorschriften entsprechende Petitionen ausgesondert werden. Auch erledigt sich ein gewisser Teil der Petitionen vor Behandlung im Ausschuss, z. B. dadurch, dass die betroffene Behörde von sich aus dem Wunsch des Petenten entspricht.

## Petitionsrecht in Deutschland
In Deutschland ist das Petitionsrecht im Art. 20, Abs. 2, Pkt. d des AEUV sowie im Art. 17 Grundgesetz geregelt:. In letzterem heißt es: „Jedermann hat das Recht, sich einzeln oder in Gemeinschaft mit anderen schriftlich mit Bitten oder Beschwerden an die zuständigen Stellen und an die Volksvertretung zu wenden.“ Für die Inanspruchnahme dieses außergerichtlichen Rechtsbehelfs ist weder die deutsche Staatsbürgerschaft noch Volljährigkeit erforderlich. Auch Petitionen zugunsten Dritter sind möglich.

## Einzelne Petitionsausschüsse
- Petitionsausschuss des Europäischen Parlaments
- Petitionsausschuss des Deutschen Bundestages
- Petitionsausschuss des bayerischen Landtags
- Petitionsausschuss des nordrhein-westfälischen Landtags
- Petitionsausschuss des Landtages von Mecklenburg-Vorpommern
- Petitionsausschuss des Landtages von Rheinland-Pfalz